# District de Longquanyi
Le district de Longquanyi (龙泉驿区 ; pinyin : Lóngquányì Qū) est une subdivision administrative de la province du Sichuan en Chine. Il est placé sous la juridiction de la ville sous-provinciale de Chengdu.